# 克里特自然史博物馆
克里特自然史博物馆（希臘語：Μουσείο Φυσικής Ιστορίας Κρήτης, ΜΦΙΚ；英语：Natural History Museum of Crete，NHMC）位于希腊克里特岛伊拉克利翁，是一个自然史博物馆，在克里特大学主持下运作。其宗旨是研究、保护地中海东部地区的不同植物和动物。该博物馆设在一座经过修复的工业建筑物中，原来是一个电厂。
2012年12月底，克里特自然史博物馆获得雅典科学院颁发的埃马诺尔·贝纳基斯奖。